# Flaming Schoolgirls
Flaming Schoolgirls – kompilacja zespołu rockowego The Runaways, wydana w 1980 roku, tuż po rozpadzie grupy. Album zawiera alternatywną wersję utworu "Hollywood", trzy wcześniej nie wydane nagrania z sesji do płyty Queens of Noise (1977), pięć piosenek live odrzuconych z miksowania albumu Live in Japan i dwa nagrania solowe Cherie Currie. 

## Lista utworów
| Lp. | Tytuł                      | Muzyka i tekst                                | Czas | Informacje                                      |
| --- | -------------------------- | --------------------------------------------- | ---- | ----------------------------------------------- |
| 1   | "Intro"                    |                                               | 0:21 | przedstawienie zespołu na żywo                  |
| 2   | "Strawberry Fields"        | John Lennon, Paul McCartney                   | 3:19 | cover The Beatles, odrzucone demo Cherie Currie |
| 3   | "C'mon"                    | Joan Jett                                     | 3:58 | odrzucone demo The Runaways                     |
| 4   | "Hollywood Cruisin'"       | Jett, Jackie Fox, Kim Fowley                  | 2:42 | alternatywna wersja "Hollywood"                 |
| 5   | "Blackmail"                | Jett, Fowley                                  | 2:47 | live                                            |
| 6   | "Is It Day Or Night?"      | Fowley                                        | 2:32 | live                                            |
| 7   | "Here Comes the Sun"       | George Harrison                               | 3:02 | cover The Beatles, odrzucone demo Cherie Currie |
| 8   | "Hollywood Dream"          | Fowley, Steven T.                             | 3:53 | odrzucone demo The Runaways                     |
| 9   | "Don't Abuse Me"           | Jett                                          | 3:27 | odrzucone demo The Runaways                     |
| 10  | "I Love Playin' With Fire" | Jett                                          | 3:47 | live                                            |
| 11  | "Secrets"                  | Cherie Currie, Fowley, Sandy West, Kari Krome | 3:15 | live                                            |

## Wykonawcy
- Cherie Currie - śpiew, keyboard
- Joan Jett - śpiew, gitara rytmiczna
- Lita Ford - gitara prowadząca, wokal wspomagający
- Jackie Fox - gitara basowa, wokal wspomagający
- Sandy West - perkusja, wokal wspomagający